# Serge Brunier
Pour les articles homonymes, voir Brunier.
Serge Brunier est un reporter et écrivain français né en 1958, spécialisé dans la vulgarisation de l'astronomie auprès du public francophone. Il collabore avec le magazine Science & Vie et est chroniqueur sur la radio France Info. Il a écrit de nombreux ouvrages illustrés en rapport avec l'astronomie.

## Biographie

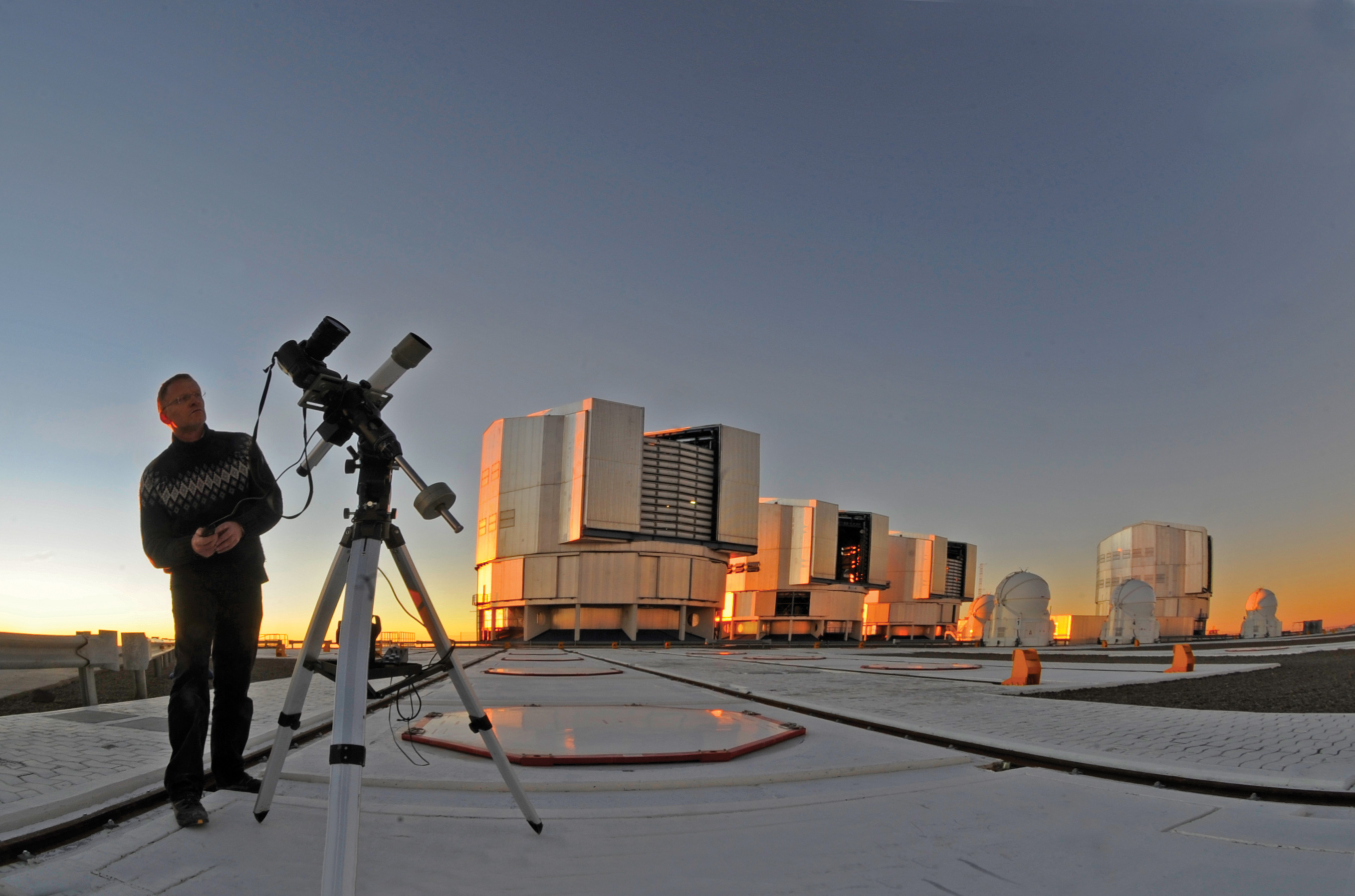
Serge Brunier, en 2009 à l'Observatoire du Cerro Paranal.

Promoteur de la recherche scientifique dans le domaine de l'astronomie et de l'astrophysique, il défend l'exploration du Système solaire par des sondes spatiales, mais il est par contre un adversaire des vols habités dans l'espace (voir Impasse de l'espace) et de l'exploration de l'espace en général. Il a écrit des livres et réalisé un documentaire en ce sens.
La photographie panoramique de la Voie lactée qu'il a réalisée en deux ans de travaux au radiotélescope d'Atacama notamment a marqué l'actualité astronomique lors de sa première exposition, qui a eu lieu au Casino de Monte-Carlo en septembre 2009. Cette vue a été utilisée dans le film La Stratégie Ender.
L'astéroïde 10943 a été nommé Brunier en son honneur.
Il participe également au journal de BFMTV pour parler des actualités de l'astronomie.

## Publications
- Nébuleuses et galaxies, atlas du ciel profond, Dunod (1981)
- avec André de Cayeux, Les Planètes, Bordas (1982)
- Architecture de l'Univers, Prix Montyon Bordas (1985)
- Astronomie du ciel profond, Dunod (1988)
- avec Jean-Pierre Luminet, Éclipses – Les rendez-vous célestes, Bordas (1999)
- Voyage dans le système solaire, Bordas (2000)
- Le grand atlas des étoiles, Bordas (2001)
- avec Anne-Marie Lagrange, Les grands observatoires du monde, Bordas (2002)
- avec Thierry Legault, Le grand atlas de la Lune, Éditions Larousse (2004)
- Atacama – Désert d'altitude, Nathan (2004)
- Observer Mars, Éditions Larousse (2005)
- Impasse de l'espace – À quoi servent les astronautes, Éditions du Seuil (2006)
- Voyage dans l'infini, Nathan (2006)

## Documentaires
Auteur et présentateur de la collection documentaire Entre Terre et Ciel.

## Récompenses et distinctions
L'astéroïde (10943) Brunier a été nommé en son honneur.
En 1986, le Prix Broquette-Gonin de l'Académie française.
En 1994, le Prix Henry-Rey de la Société astronomique de France.
Le 16 novembre 2019, il reçoit le prix Roberval de l'Université de technologie de Compiègne.
En 2020, le Prix Julien Saget de la Société astronomique de France.